# 모토이시 나쓰
모토이시 나쓰(일본어: 本石 捺, 1999년 2월 3일~)는 일본의 축구 선수이다.

## 구단 경력
그는 2021년 J3리그의 FC 기후에 입단했다. 2022년 8월 일본 풋볼 리그의 고치 유나이티드 SC로 이적했다. 2023년 일본 지역 리그의 후쿠야마 시티 FC로 이적했다.